# Pleurostylodon
Pleurostylodon — вимерлий рід нотоунгулятів, що належить до родини Isotemnidae. Він жив у середньому еоцені Аргентини.

## Опис
Цей рід відомий за численними останками, переважно черепними, що дозволяє реконструювати його морфологію. Він був розміром приблизно з вівцю, а зовнішність нагадувала тапіра чи кабана.
Pleurostylodon мав великий череп, що розширювався в області орбітальної дуги і звужувався в задній частині морди, кінцева частина якої була збільшена і мала маленькі різці; діастеми після іклів не було. Морда була коротшою, ніж у більш похідних і спеціалізованих токсодонтів, таких як Adinotherium, а потилична область була вужчою.
Третій верхній різець був збільшений і трохи нагадував ікло, тоді як ікло було більшим і ланцетним. Премоляри і моляри мали зовнішній край зовні звивистого протолофа з міцним парастилем і складкою паракону. Протолоф і металоф були повними, за винятком першого верхнього премоляра, тоді як протокон і гіпокон були розділені в незношених зубах. У серединній западині корінних зубів у різній кількості присутні гачок і кілька маленьких гребенів.